# Duwajr Taha
Duwajr Taha (arab. دوير طه) – miejscowość w Syrii, w muhafazie Tartus. W 2004 roku liczyła 1714 mieszkańców.